# داريل يستليك
داريل يستليك (بالإنجليزية: Darryl Westlake)‏ (1 مارس 1991 في المملكة المتحدة - ) هو لاعب كرة قدم بريطاني في مركز الدفاع. لعب مع شيفيلد يونايتد ونادي كيلمارنوك ونادي والسول ونادي مانسفيلد تاون.

## وصلات خارجية
- داريل يستليك على موقع قاعدة بيانات كرة القدم.إي يو (الإنجليزية)
- داريل يستليك على موقع Soccerbase.com (لاعب) (الإنجليزية)